# Alberto Meomartini
Alberto Meomartini (Milano, 6 luglio 1947) è un dirigente d'azienda italiano.

## Biografia
Figlio del giurista e pilota automobilistico Ferdinando Meomartini di San Marco dei Cavoti e della milanese Nella Marchesi, ha compiuto gli studi a Milano ove si è laureato in Economia e Commercio presso l'Università commerciale Luigi Bocconi. 
Dal 1979 al 1993 è stato collaboratore e assistente di Franco Reviglio - Ministro delle finanze per due mandati - animando, insieme a Domenico Siniscalco, Giulio Tremonti, Mario Baldassarri, Franco Bernabè e Giuliano Segre quel gruppo di economisti e amministratori di azienda definito dalla stampa e diventato noto come i "Reviglio boys".
Il brain trust che faceva capo al ministro elaborò un importante strumento di contrasto all'evasione fiscale, ossia la ricevuta fiscale ma, a partire dal 1994, con la "discesa in campo" di Silvio Berlusconi, Tremonti, Siniscalco e Baldassarri si avvicinarono politicamente al nuovo Presidente del Consiglio, mentre Segre continuò le proprie attività nel Partito Socialista Italiano e Bernabè e Meomartini preferirono invece dedicarsi esclusivamente alla carriera aziendale. 
Dal 1983 al 1990 Alberto Meomartini fu infatti responsabile delle relazioni esterne di Eni e assistente del presidente, affermandosi quindi come dirigente di numerose aziende di rilievo nazionale e quotate anche alla Borsa di Milano) come Snam, Eni, Italgas e Saipem. 
Dal 1990 al 1999 è stato amministratore delegato della Snam e poi presidente della stessa, quindi presidente di Italgas nel 2006 e - dal 2005 al 2010 - anche di Snam Rete Gas SpA  divenendo infine presidente della Saipem nel maggio 2011. 
Dal 2009 al 2013 è stato anche presidente di Assolombarda, la più importante delle associazioni industriali italiane.
Ricopre (o ha ricoperto) incarichi negli organi direttivi di prestigiosi atenei come l'Università Bocconi, la LUISS Guido Carli, il Politecnico di Milano. Componente del consiglio di amministrazione de Il Sole 24 Ore, della Fondazione Enrico Mattei, della Fiera di Milano e della Fondazione Teatro alla Scala, è stato anche vice presidente della Camera di Commercio di Milano e presidente di Museimpresa (2013-2019), il progetto nato allo scopo di promuovere il valore culturale degli archivi delle imprese.
Collaboratore o autore delle prefazioni di vari testi (tra cui I libri che raccontano l'Italia industriale e Il salto di qualità dei numeri uno) e della postfazione di  Green Italy - Perché ce la possiamo fare di Ermete Realacci, nel 2021 scritto con Andrea Villa il saggio Identity men - Gli uomini e le donne che hanno difeso il patrimonio culturale italiano (1943-1951) pubblicato per le edizioni Skira .